# Yomblón

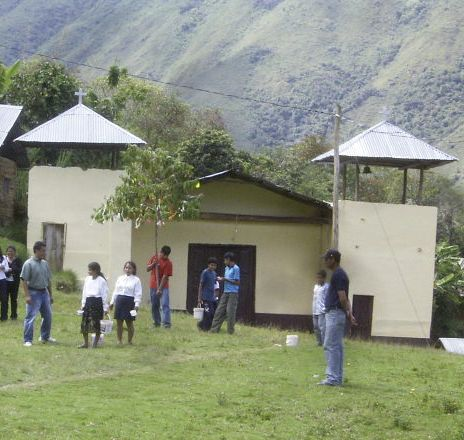
Kirche von Yomblón

Yomblón ist eine Ortschaft und Verwaltungssitz des Distrikts Pisquía in der Provinz Luya in der Region Amazonas in Peru. Am schnellsten wird Yomblón über Yumal/Minas erreicht, wo die Straße endet. Es schließt sich eine ca. 7-stündige Wanderung über den Shubet-Berg an.

## Häuser
Mit seinen inzwischen 107 Häusern (Volkszählung 2002) ist Yomblón der größte Ort im Distrikt Pisuquía.

## Sehenswürdigkeiten

### Landwirtschaft
In Yomblón wird die Landwirtschaft noch heute nach jahrhundertealten Traditionen betrieben. Neben traditioneller Viehzucht steht besonders die Produktion von Kartoffeln, Yucca und Kaffee im Vordergrund.

### Ruinen
Neben der Landwirtschaft und der wunderschönen Landschaft beherbergt das Gebiet um das Dorf auch wunderbar erhaltene, bis heute zahlreiche unerforschte Ruinen der Kultur der Chachapoya, die man während des Weges immer wieder entdecken kann.

### Landschaft
Im Hochgebirgebereich des Shubet kann man viele seltene Tierarten, wie etwa den Brillenbär, beobachten.

Koordinaten: 6° 27′ S, 78° 6′ W